# Unimatrix 01
Unimatrix 01 is de unimatrix van de Borgkoningin in de Star Trekseries. Het is het centrale commandocentrum van Borggemeenschap, waar alleen de "naaste onderdanen" van de Borgkoningin mogen werken.
In de kamer van Unimatrix 01 verblijft de Borgkoningin in het plafond, waar ze, als ze zich in haar lichaam wil vertegenwoordigen, naar beneden komt, waar haar benen, armen en romp al klaar worden gehouden door een aantal robotarmen. Haar hoofd wordt dan in de lichaamsdelen gemanoeuvreerd, waarna alles vast wordt gezet en ze zich vrij overal naartoe kan bewegen, ook al komt ze zo goed als nooit de unimatrix uit.
In de dubbelaflevering Dark Frontier van Star Trek: Voyager wordt Seven of Nine door de Borg ontvoerd en door een transwarp naar het centrale Borgcomplex gevoerd, rechtstreeks naar Unimatrix 01, waar zij, omdat zij een speciaal geval is, voor de Borgkoningin mag werken in Unimatrix 01. Daar komt ze erachter dat haar vader, die ook geassimileerd was, óók in Unimatrix 01 werkt. Uiteindelijk wordt Seven of Nine gered door een reddingsploeg van de Voyager, bestaande uit kapitein Kathryn Janeway, Tuvok, Tom Paris en De dokter.
Unimatrix 01 speelt ook een grote rol in de laatste (dubbel)aflevering van Star Trek: Voyager, Endgame genaamd. Hier weet Janeway uit de toekomst terug te komen in het verleden, waar zij uiteindelijk weet binnen te dringen bij het collectief en daar door middel van een pathogeen de Borgkoningin weet te infecteren, waardoor de gehele Borg-gemeenschap wordt vernietigd.